# جک تریکی
جک تریکی (انگلیسی: Jack Trickey؛ زادهٔ ۱۹۳۵ (۸۹–۹۰ سال)) دوچرخه‌سوار اهل استرالیا است. وی در بازی‌های المپیک تابستانی ۱۹۵۶ شرکت کرده است.